# Лук Альбова
Лук Альбова (лат. Allium albovianum) — многолетнее травянистое растение, вид рода Лук (Allium) семейства Луковые (Alliaceae). 

## Этимология
Вид назван в честь Николая Михайловича Альбова (1886–1897), русского ботанико-географа и путешественника, исследователь Кавказа.

## Распространение и экология
В природе ареал вида охватывает Грузию. Эндемик.
Произрастает на альпийских пастбищах.

## Ботаническое описание
Луковицы узкоконические, диаметром около 0,75 см, с буроватыми кожистыми, расщепляющимися на волокна, неясно сетчато-волокнистыми оболочками, по 2—3 прикреплены к корневищу. Стебель высотой 20—30 см, ребристый, при основании одетый сближенными гладкими влагалищами листьев.
Листья в числе 3—5, узколинейные, шириной около 2 мм, толстоватые, желобчатые, гладкие или очень мелко по краю шероховатые, немного короче стебля.
Чехол с коротким носиком, немного короче зонтика, остающийся. Зонтик полушаровидный, немногоцветковый, густой. Листочки тёмно-розовые, с малозаметной жилкой, эллиптические, тупые, длиной 5—6 мм, наружные немного короче внутренних. Нити тычинок тёмно-розовые, в полтора раза длиннее околоцветника, при самом основании сросшиеся между собой и с околоцветником, цельные, шиловидные, равные. Столбик почти не выдаётся из околоцветника.

## Таксономия
Вид Лук Альбова входит в род Лук (Allium) семейства Луковые (Alliaceae) порядка Спаржецветные (Asparagales).
|  |                                      |  |                                                             |                                                             |                   |  | ещё 24 семейства (согласно Системе APG II) | ещё 24 семейства (согласно Системе APG II) |                     |  |  |  | ещё более 870 видов |
|  |                                      |  |                                                             |                                                             |                   |  | ещё 24 семейства (согласно Системе APG II) | ещё 24 семейства (согласно Системе APG II) |                     |  |  |  | ещё более 870 видов |
|  |                                      |  |                                                             | порядок Спаржецветные                                       |                   |  |                                            |                                            | род Лук             |  |  |  |                     |
|  |                                      |  |                                                             | порядок Спаржецветные                                       |                   |  |                                            |                                            | род Лук             |  |  |  |                     |
|  | отдел Цветковые, или Покрытосеменные |  |                                                             |                                                             | семейство Луковые |  |                                            |                                            | вид Лук Альбова     |  |  |  |                     |
|  | отдел Цветковые, или Покрытосеменные |  |                                                             |                                                             | семейство Луковые |  |                                            |                                            |                     |  |  |  |                     |
|  |                                      |  | ещё 44 порядка цветковых растений (согласно Системе APG II) | ещё 44 порядка цветковых растений (согласно Системе APG II) |                   |  |                                            | ещё около 300 родов                        | ещё около 300 родов |  |  |  |                     |
|  |                                      |  |                                                             | ещё 44 порядка цветковых растений (согласно Системе APG II) |                   |  |                                            |                                            | ещё около 300 родов |  |  |  |                     |